# Victor Kiriakis
Victor Kiriakis is een personage uit de soapserie Days of our Lives. De rol wordt sinds 1985 gespeeld door acteur John Aniston. Victor was een belangrijk personage tot hij in 1997 uit de serie geschreven werd omdat John Aniston te veel geld vroeg voor zijn rol. Victor kreeg een beroerte en kwam eind 1998 voor het eerst terug in beeld, dan duurde het nog enkele maanden vooraleer hij weer vaker aan bod kwam.

## Personagebeschrijving

### Jaren 80
Victor kwam in 1985 naar Salem. Victor was niet zuiver op de graat en had maffia-allures. Hij financierde het drugs en pornonetwerk van Savannah Wilder. Na een tijdje werd bekend dat hij vroeger een romance had met Caroline Brady. Victor begon ook een romance met haar dochter Kimberly Brady.
In 1985 kwam Kimberly in het bezit van een filmrol die foto’s bevatte van de plaats van een schat waar Victor en Stefano naar op zoek waren. Bo, Hope, Kim en Shane probeerden het plan van Victor te dwarsbomen. Victor nam Shane gevangen en wilde hem vermoorden, maar Kimberly sliep met Victor om het leven van Shane te redden. Shane kon ontsnappen en bevrijdde ook Bo en Hope die vastzaten met een explosief die elk moment kon ontploffen. Victor, Savannah Wilder en Patch Johnson werden gearresteerd. Victor chanteerde echter Larry Welch om de schuld op zich te nemen omdat Victor wist dat Larry Megan Hathaway, de dochter van Stefano, had vermoord.
Met de hulp van Alex Marshall begon Victor bedrijven in Salem te kopen. In 1986 kreeg Victor een fikse ruzie met Caroline Brady en Bo kwam tussen beide. Caroline moest toegeven dat Bo de zoon was van Victor. Ze besloten om dit niet tegen Shawn te zeggen om hem niet te kwetsen.Bo trok in bij Victor, maar niet om zijn vader beter te leren kennen, maar om bezwarend materiaal te vinden tegen Victor.
Later in 1986 ontdekte Victor dat Kimberly zwanger was en dat het kind van hem kon zijn. Na een test bleek dat Victor de vader was en hij wilde hoederecht over Andrew, wat niemand wist was dat Emma Donovan Marshall de resultaten vervalst had en dat het kind toch van Shane was. In 1987 pleitte Caroline bij Victor om te vergeten dat Bo zijn zoon was omdat het voor problemen zorgde in het huwelijk van Bo en Hope en ook bij haar familie. Victor, die nog steeds een boontje had voor Caroline, ging hiermee akkoord en liet valse papieren opmaken waaruit bleek dat hij onvruchtbaar was. Kort daarna verlieten Bo en Hope Salem. Victor had verdriet om het verlies van Bo en ging weer achter Andrew aan, maar in 1987 werd ontdekt dat Victor niet de vader van Andrew kon zijn. Toen Andrew gewond werd bij een autoaccident had hij bloed nodig. Victor's bloedgroep kwam niet overeen en hij kon niet de vader zijn.
Victor had ook een neef, Justin Kiriakis, die bij hem kwam wonen. Na vele ruzies verhuisde hij echter samen met zijn geliefde Adrienne Johnson. Nadat Victor neergeschoten werd door een lid van de familie Torres keerde Justin terug naar het landhuis van Victor. Nadat Anjelica Deveraux zwanger werd dacht Victor dat Justin de vader van het kind was, maar Angelica ontkende dit.Victor deed Anjelica een huwelijksaanzoek in de hoop dat zij Victor zou erkennen als de vader. Samen met Jack hielp hij Harper Deveraux het land uit vluchten zodat Anjelica vrij was en hij ook over het geld van Harper kon beschikken. Het plan mislukte en Harper belandde weer in de gevangenis. Tot Victors ontzetting trouwde Anjelica met Neil Curtis. Victor zorgde ervoor dat Neil weer gokverslaafd werd waardoor Anjelica hem uiteindelijk verliet en weer haar zinnen op Justin zette.
Justin en Adrienne ontdekten dat Anjelica's zoon Alexander van Justin was, maar ze gingen niet uit elkaar. Justin en Adrienne verhuisden uit het landhuis van Victor nadat Justin ontdekte dat Victor hem drogeerde waardoor hij impotent werd. Om Victor terug te pakken huurde Justin de hoer Yvette DuPres in die zich voordeed als welgestelde barones. Nadat Victor ontdekte dat dit een farce was was hij furieus. Anjelica trok bij Victor in en wilde met hem trouwen omdat ze wist dat Justin niet zou willen dat zijn zoon opgroeide onder het dak van Victor. Justin stopte het huwelijk en bracht Anjelica onder in een penthouse. Adrienne had schrik om Justin kwijt te raken en veinsde een zwangerschap op aanraden van Victor. Nadat Anjelica haar ontmaskerde besloten Adrienne en Justin te scheiden.
Eind 1989 werkte Victor samen met Marina Toscano om de familieschat van de Toscano's in handen te krijgen. Marina wist waar de sleutel lag en Victor waar de schat verborgen was, dus hadden ze elkaar nodig. Marina misleidde Victor echter door hem een valse sleutel te geven, de echte had ze verborgen in het huis van Steve en Kayla Johnson. Na de dood van Marina ontvoerde Victor Kayla en zei tegen Steve dat hij zijn vrouw niet meer zou terugzien vooraleer hij de sleutel had. Steve had echter geen idee van waar de sleutel zich kon bevinden. Uiteindelijk kreeg Victor de sleutel en hij liet Kayla vrij, de schat was intussen al verdwenen.
Marina werd per ongeluk vermoord door haar halfzuster Isabella Toscano, die de dochter van Victor was, wat ze zelf niet wist. Victor wist dat Isabella Marina vermoord had via een geluidstape en liet het zo lijken dat Kayla dit gedaan had. Kayla werd veroordeeld en naar de gevangenis gestuurd. De tape werd ontdekt door Roman en Isabella, die de moord op haar zus uit haar geheugen gewist had. Kayla werd vrijgelaten en Isabella werd niet vervolgd omdat het een ongeluk was. Victor werd gearresteerd omdat hij bewijsmateriaal achter gehouden had.
Anjelica vluchtte uit Salem met Alexander en het leek alsof ze omgekomen waren bij een vliegtuigcrash. Het verlies van Alexander en de vereniging van Justin en Adrienne was te veel voor Victor. Hij begon een zoektocht naar zijn echte zoon, Bo Brady. Victor zocht hen over de hele wereld en uiteindelijk kwamen Bo, Hope en hun zoontje Shawn-D terug naar Salem waar Bo accepteerde dat Victor zijn echte vader was.

### Jaren 90
Isabella's pleegvader Ernesto zon op wraak en nodigde Roman, Isabella, Victor, Julie Williams, Jack Deveraux, Jennifer Horton, Bo en Hope uit voor een cruise. Via het dagboek van Loretta Toscano, de moeder van Isabella die overleden was ontdekte Isabella dat ze de dochter was van Victor. Isabella biechtte dit op aan Ernesto en ook de moord op Marina. Ernesto zei dat hij nog steeds van haar hield, maar verachtte haar heimelijk. Ernesto ontvoerde Isabella naar een nabijgelegen eiland, waar hij haar gevangen hield. Op het cruiseschip ontplofte een bom en de passagiers belandden op het eiland. Roman en Bo gingen op zoek naar Isabella en Hope volgde Bo tegen zijn wil in. Roman kon Isabella redden maar Hope werd nu door Ernesto gevangengenomen. Ernesto sloot zichzelf op in een kooi met een vat zoutzuur en lokte iedereen naar daar. Hij vertelde aan Bo dat hij Hope kon redden als hij hem kon overtuigen dat ze gespaard moest worden. Bo zei een ontroerende speech maar dit raakte Ernesto niet. Dan volgde een explosie waardoor de kooi in het zoutzuur belandde. Ernesto en Hope werden dood verklaard, al zou Hope vier jaar later weer levend en wel opduiken. Shane Donovan arriveerde op het eiland en bracht iedereen weer veilig naar Salem.
Eind 1990 flirtte Victor met Julie Williams. Hij verzoende zich ook met zijn neef Justin en diens vrouw Adrienne. Met zijn dochter Isabelle bouwde Victor nu ook een band op. Zijn geluk bleef echter niet duren en Victor kreeg een beroerte waardoor hij half verlamd was. Toen Lawrence Alamain naar Salem kwam eind 1990 kocht Victor een dodelijk virus van Lawrence. In 1991 begeleidde Carly Manning Victor en hij werd verliefd op haar, terwijl hij wist dat zij gevoelens had voor Bo. Victor vroeg haar ten huwelijk en Carly stemde hiermee in.
Bo werd bevriend met een jong meisje genaamd Emmy Borden, die verliefd was op hem. De avond voor het huwelijk van Victor en Carly schreef Bo haar een brief en smeekte haar om er niet mee door te gaan. Bo vroeg aan Emmy om de brief aan Carly te geven, maar zij gaf de brief aan Victor. Die verving deze door een valse waarin stond dat Carly met Victor moest trouwen en stuurde ook een valse brief terug naar Bo waarin stond dat Carly verliefd was op Victor en met hem ging trouwen. Bo was erg teleurgesteld en ging zelfs naar de bruiloft waar hij een glas champagne dronk op het huwelijk van zijn vader. Helaas was de champagne vergiftigd door Emmy, die dacht dat Carly ervan zou drinken. Bo was nu geïnfecteerd met het virus dat Lawrence had gecreëerd om agenten van de ISA om te brengen.
Carly trouwde op 5 mei 1991 met Victor. Omdat Victor nog steeds verlamd was werd het huwelijk niet geconsummeerd. Carly ging ook niet in op avances van Victor omdat ze zei dat dit zijn herstel niet ten goede zou komen. Toen Emmy ermee dreigde de waarheid over de brieven te vertellen aan Bo en Carly liet Victor haar ontvoeren. Nadat Victor ontdekte dat Bo geïnfecteerd was met het virus van Lawrence bood hij Lawrence aan om zijn dossier over John Black aan hem te geven in ruil voor een tegenmiddel. Bij de ruil viel het flesje kapot. Gelukkig kon Carly wat tegengif redden en slaagde erin om er bij te maken waardoor Bo gered werd. Carly ontdekte uiteindelijk de waarheid omtrent de brieven van Bo en verliet Victor. Die was zo furieus dat hij probeerde om Bo te laten omkomen in een liftaccident in de Salem Inn. Het plan mislukte, maar Carly werd zwaargewond. Bo en Isabella distantieerden zich nu volledig van hun vader. In een laatste poging om Bo en Carly uit elkaar te krijgen fakete Victor zijn dood en vluchtte naar Mexico. Roman, John, Marlena, Isabella, Bo en Carly gingen allen naar Mexico naar de Mayatempel waar Victor gevangen gehouden werd door Stefano. Na een vulkaanuitbarsting kon iedereen ontsnappen, behalve Stefano. Bo en Carly hadden een symbolische trouw en daarna keerde iedereen terug naar Salem.
In 1992 verloor Victor zijn dochter Isabella aan kanker. Om de liefde en respect van Isabella en Bo te winnen ging Victor gedeeltelijk op pensioen. Hij werd een gerespecteerde zakenman, maar gebruikt van tijd tot tijd nog zijn connecties met de onderwereld als hij zijn familie daar mee kan helpen. De naam Kiriakis boezemt wel nog angst in en niemand zal Victor zomaar dwarsbomen zonder daarvoor bescherming te krijgen, van bijvoorbeeld Stefano DiMera.
Victor begon een affaire met Vivian Alamain, maar nadat hij ontdekte dat Vivian Carly's zoon Nicholas bij de geboorte had weggehaald bij zijn moeder verliet hij haar. In 1993 kwam Kate Roberts naar Salem om te werken voor Victor's nieuwe bedrijf, Titan Industries. Victor liet Kate en haar zoon Lucas bij hem intrekken. Ze werden verliefd en trouwden, maar dan maakte Vivian bekend dat Kate's eerste man Curtis Reed nog steeds leefde en dat het huwelijk met Victor ongeldig was.
In 1994 probeerden Victor en Kate een kind te krijgen. Victor wilde enkel met Kate trouwen als ze hem een kind schonk, maar Kate geraakte niet zwanger en ging naar een vruchtbaarheidskliniek om kunstmatig geïnsemineerd te worden. Vivian kreeg hier lucht van en bedacht een eigen plannetje. Ze deed alsof ze een kind wilde hebben samen met haar bediende Ivan en kwam zo ook naar de kliniek waar ze de embryo's van haar en Kate verwisselde. Vivian was nu zwanger van het kind van Victor en Kate, die geloofde dat dit een ongelukje van de kliniek was. Nadat Vivian deed alsof ze van de trap gevallen was mocht ze bij Victor en Kate intrekken. Victor liet het huis van Vivian opnieuw bemeubelen. Vivian was hier echter niet mee opgezet en brandde het huis plat waardoor ze opnieuw in het landhuis van Victor mocht wonen.
Dan probeerde Vivian om met Victor te trouwen. Ze organiseerde een bruiloft voor Kate en Victor maar in een oefening voor de bruiloft deed ze zich voor als Kate. Terwijl Victor dacht dat de ceremonie nep was waren ze in feite getrouwd. Toen Kate en Victor zouden trouwen beviel Vivian van Philip Kiriakis. Op een zakenreis ontdekte Kate dat Vivian haar bedrogen had en wilde haar ontmaskeren. Om tijd te winnen liet Vivian een slaapmiddel in de koffie van Kate doen, de piloot dronk dit echter op en het vliegtuig crashte. Iedereen waande Kate dood.
Vivian en Victor begonnen verliefd te worden, maar toch bleef Victor afstandelijk. Om Victor jaloers te maken begon Vivian een man, genaamd Gregor te zien. Het plannetje mislukte echter. Victor ontdekte dat hij en Vivian echt getrouwd waren en besloot om haar een scheiding toe te staan zodat ze bij Gregor kon zijn. Uiteindelijk kon Vivian Victor ervan overtuigen dat ze hem wou. Vivian gaf een feest ter ere van Kate en die nacht wilden Vivian en Victor de liefde bedrijven. Maar dan keerde Kate terug, die een hele tijd vast had gezeten op een vissersboot. De hele waarheid over Vivian wordt bekend en Victor gooit haar het huis uit. Kate was blij dat ze terug was maar was minder blij met het feit dat haar zoon Austin niet meer samen was met Carrie en nu een kind had met Sami Brady. Vivian probeerde Victor terug te winnen door voor het hoederecht om Philip te vechten. Hierop kreeg Victor een nieuwe beroerte.
Sami ontdekte dat Kate vroeger als callgirl werkte en chanteerde haar hiermee. Kate en Sami vochten om het bewijsmateriaal in het landhuis van Victor en nadat een foto van Kate als hoer op de grond viel en Victor deze zag probeerde hij Kate helpen vanuit zijn rolstoel maar stortte uiteindelijk in. Sami zei tegen Kate dat Victor ingestort was omdat hij de foto zag. Kate moest Victor wel naar een special kliniek sturen midden 1997 en Victor verdween lange tijd uit beeld.
Na een lange herstelperiode kwam Victor in 1999 weer regelmatig in beeld. Hij zat in de rolstoel en zijn toestand verbeterde maar traag. Vivian Alamain onderzocht dit en ontdekte dat ze hem helemaal niet beter maakten in de instelling. Door haar medewerking raakte Victor hieruit en leerde terug lopen. Victor vergaf Vivian voor al haar fouten uit het verleden en kort daarna ontdekte Vivian dat haar bediende Ivan Marais haar ware liefde was en ze verliet Salem voorgoed.

### Jaren 2000
Door een affaire van Kate met Nicholas Alamain, de zoon van Carly, was het vertrouwen in Kate weg en als hij niet met haar trouwde zou ze haar rijkeluisleventje kunnen opgeven. Op de kroning van prinses Greta werd Victor zwaargewond door toedoen van Kate. Iedereen waande Victor dood, maar na een tijdje keerde hij weer terug naar Salem, hij verscheen als geest aan Kate en probeerde haar zo gek te maken. Kate ontdekte dat hij geen geest was en sloeg hem met een pook, het landhuis van Victor brandde af. Victor werd gered, maar Lucas was het slachtoffer, hij lag een hele tijd in coma. Nicole Walker werd zijn bondgenote en al snel werden ze verliefd en ze trouwden. Toch was het huwelijk geen succes en ze begonnen elkaar na een tijdje zelfs te haten. Nadat Nicole Colin Murphy vermoordde hielp Victor haar om de schuld in iemands anders schoenen te schuiven. Nadat Nicole interesse begon te tonen in zijn kleinzoon Brady Black bood Victor haar $100.000 aan om Salem te verlaten, maar ze sloeg dit aanbod af. Om Nicole uit Brady's leven te krijgen vertelde hij haar dat hij de bewijzen had dat ze Colin Murphy vermoord had en ook dat zij de seriemoordenaar van Salem was, al was dat laatste niet waar. Vooraleer hij dit bekend kon maken elektrocuteerde Jan Spears Victor in zijn badkuip en hij stierf nog voor de hulpdiensten arriveerden. Een tijd later bleek Victor nog te leven op het eiland Melaswen (New Salem), waar ook alle slachtoffers van seriemoordenaar Marlena zich bevonden. Hij bracht veel tijd door met zijn oude liefde Caroline Brady en uiteindelijk keerde iedereen gezond en wel terug naar Salem, hij was wel teleurgesteld dat Caroline gewoon terugging naar haar man Shawn. Het huwelijk met Nicole eindigde in een vechtscheiding.